# Fort Wayne Pistons 1953-1954
La stagione 1953-54 dei Fort Wayne Pistons fu la 5ª nella NBA per la franchigia.
I Fort Wayne Pistons arrivarono terzi nella Western Division con un record di 40-32. Nel primo turno di play-off, disputato con Minneapolis Lakers e Rochester Royals in un girone all'italiana, persero tutte e quattro le partite, non qualificandosi per il turno successivo.

## Roster
| N°   | Naz.                   | Ruolo | Sportivo       | Anno | Alt. | Peso |
| ---- | ---------------------- | ----- | -------------- | ---- | ---- | ---- |
| 4-9  | Stati Uniti (bandiera) | AC    | Mel Hutchins   | 1928 | 198  | 91   |
| 5    | Stati Uniti (bandiera) | G     | Zeke Sinicola  | 1929 | 178  | 75   |
| 6    | Stati Uniti (bandiera) | A     | Jack Molinas   | 1931 | 198  | 91   |
| 6    | Stati Uniti (bandiera) | G     | Max Zaslofsky  | 1925 | 188  | 77   |
| 7    | Stati Uniti (bandiera) | G     | Frankie Brian  | 1923 | 185  | 82   |
| 10   | Stati Uniti (bandiera) | G     | Fred Scolari   | 1922 | 178  | 82   |
| 12   | Stati Uniti (bandiera) | GA    | George Yardley | 1928 | 196  | 86   |
| 14   | Stati Uniti (bandiera) | GA    | Andy Phillip   | 1922 | 188  | 88   |
| 15-8 | Stati Uniti (bandiera) | GA    | Leo Barnhorst  | 1924 | 193  | 86   |
| 15   | Stati Uniti (bandiera) | GA    | Ken Murray     | 1928 | 188  | 86   |
| 16   | Stati Uniti (bandiera) | AC    | Larry Foust    | 1928 | 206  | 98   |
| 17   | Stati Uniti (bandiera) | AC    | Don Meineke    | 1930 | 201  | 94   |
| 18   | Stati Uniti (bandiera) | C     | Chuck Share    | 1927 | 211  | 107  |

## Staff tecnico
- Allenatore: Paul Birch